# Lista de membros associados da Academia Brasileira de Ciências empossados em 1995
Esta lista contém os nomes dos membros associados da Academia Brasileira de Ciências empossados em 1995. 
A categoria de associados foi extinta na reforma estatutária ocorrida em 1999. Ambas as categorias titular e associado são de caráter vitalício. 
| Imagem | Nome                 | Datas de nascimento e falecimento | Local de nascimento | Área de especialização | Alma mater | Data de posse       | Conhecido por                        | Referências |
| ------ | -------------------- | --------------------------------- | ------------------- | ---------------------- | ---------- | ------------------- | ------------------------------------ | ----------- |
|        | Gil da Costa Marques | 19 de fevereiro de 1946           | Piraúba, MG         | Ciências Físicas       | USP        | 29 de março de 1995 | Foi orientado por Jorge André Swieca | [ 3 ]       |